# Pared abdominal
En anatomía, el abdomen puede dividirse en dos partes bien diferenciadas: cavidad abdominal en la que se encuentran situados los órganos internos del abdomen, y pared abdominal constituida por un conjunto de estructuras que envuelven la cavidad abdominal y la separan del exterior. En la especie humana, la pared abdominal se divide en cinco partes: anterior, posterior, lateral, superior que separa el abdomen del tórax, e inferior formada por el suelo pélvico. El principal componente de la pared abdominal son un conjunto de músculos y aponeurosis envueltos en fascias musculares.

## Funciones
Las funciones que realiza la pared abdominal son: proteger los órganos abdominales y mantenerlos en su posición adecuada, facilitar los movimientos del tronco, aumentar la presión intraabdominal durante la defecación, micción o parto, y facilitar el proceso de inspiración y espiración.

## Músculos principales
- Pared anterior y lateral.

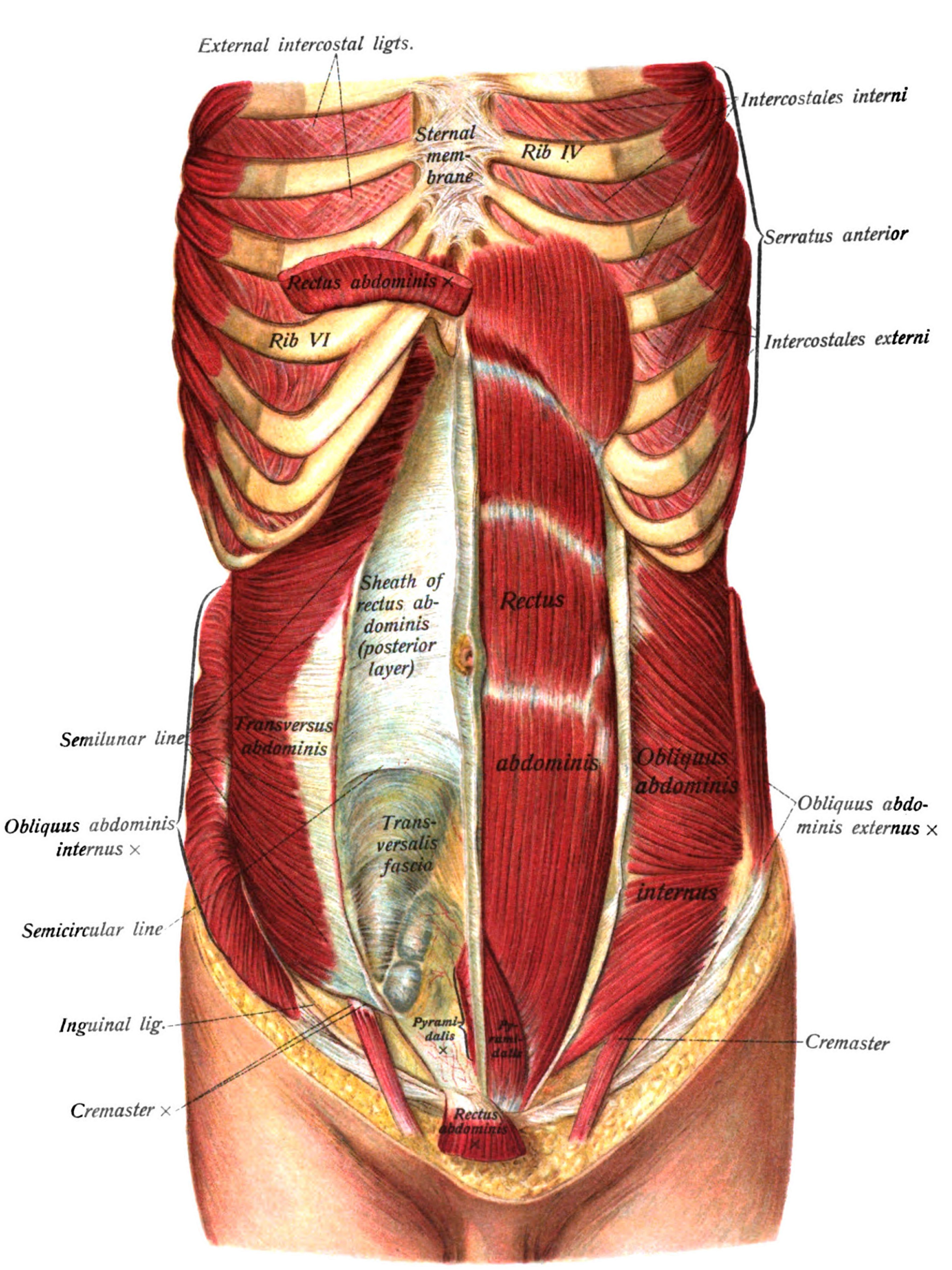
Pared abdominal anterior y sus músculos.

  - Músculo recto abdominal. Se extiende desde la línea media del pubis hasta el borde inferior de la caja torácica. Es un músculo par, largo y aplanado, dividido en dos por una lámina tejido conjuntivo llamada línea alba.
  - Músculo piramidal. Se encuentra en la parte antero-inferior del abdomen. No debe confundirse con el músculo piriforme, también llamado en ocasiones músculo piramidal de la pelvis.
  - Músculo transverso del abdomen.
  - Músculo oblicuo externo del abdomen.
  - Músculo oblicuo interno del abdomen.
- Pared posterior.
  - Músculo psoas-iliaco.
  - Músculo cuadrado lumbar.
- Pared superior.
  - Diafragma. Separa la cavidad abdominal de la cavidad torácica.

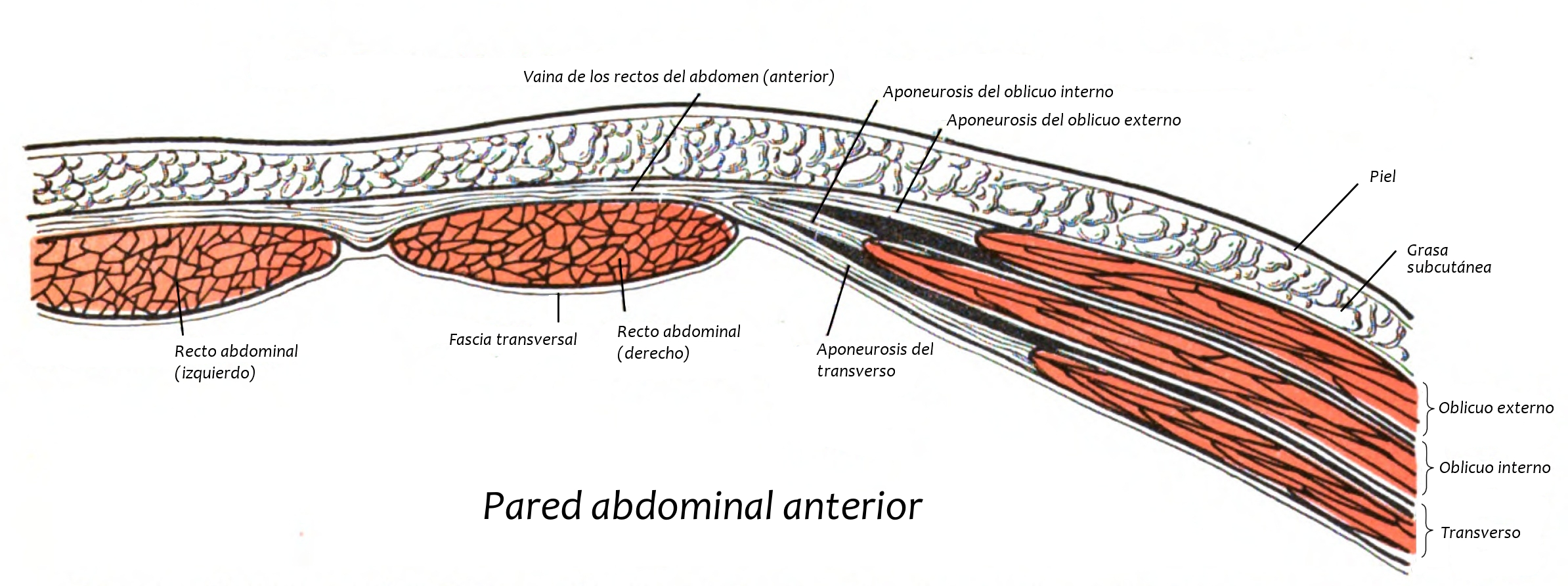

## Capas

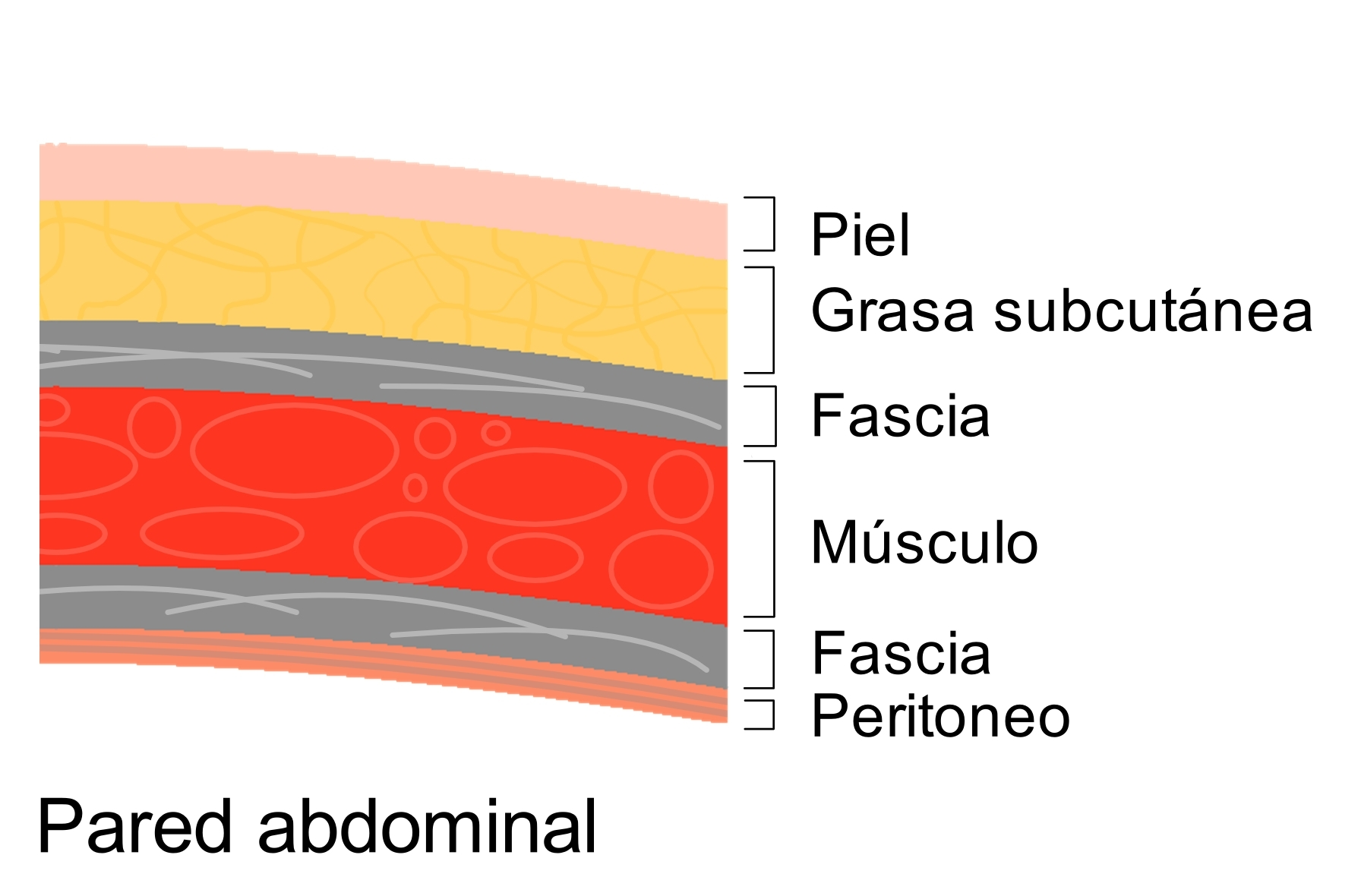

Aunque la porción más importante de la pared abdominal son los músculos, existen otras estructuras que también la forman, entre ellas la piel. De superficie a profundidad pueden distinguirse las siguientes regiones:
- Piel
- Fascia superficial.
- Fascia profunda. Todos los músculos esqueléticos, incluyendo los que forman la pared abdominal, están envueltos en una fascia de tejido conjuntivo. En el abdomen se denomina fascia profunda para distinguirla de la superficial que está situada debajo de la piel.
- Músculo.
- Fascia subserosa.
- Peritoneo.

## Enfermedades
- Congénitas
  - Gastrosquisis.
  - Onfalocele.[3]
- Diástasis de rectos abdominales.
- Hernia umbilical.
- Hernia inguinal.